# Hermann von Fehling

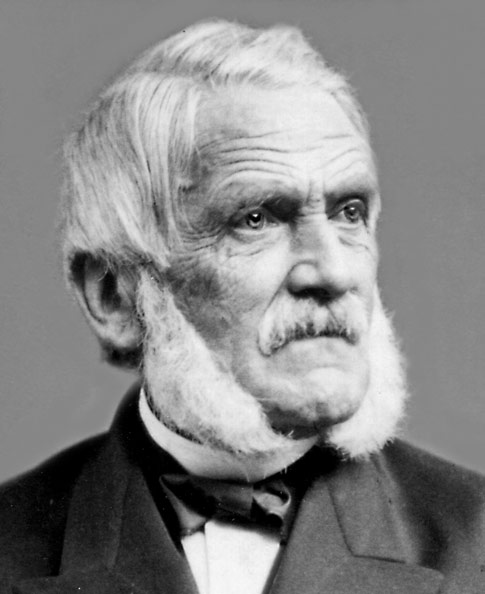
Hermann von Fehling

Hermann von Fehling (Lübeck, 9 juni 1812 - Stuttgart, 1 juli 1885) was een Duits scheikundige, die bekend is door zijn methode om aldehyde-groepen aan te tonen met het Fehlings reagens. Hij studeerde rond 1835 aan de Ruprecht-Karls-Universiteit Heidelberg.